# HD37210
HD37210 є хімічно пекулярною зорею спектрального класу
B8 й має видиму зоряну величину в смузі V приблизно  8,1.

## Пекулярний хімічний вміст
HD37210 належить до Хімічно пекулярних зір з пониженим вмістом гелію 
й в її  зоряній атмосфері спостерігається нестача He у порівнянні з його вмістом в атмосфері Сонця.

## Магнітне поле
Спектр даної зорі вказує на наявність магнітного поля у її зоряній атмосфері.
Напруженість повздовжної компоненти поля оціненої з аналізу
крил ліній Бальмера
становить  497,4± 503,5 Гаус.